# Rispettane l'aroma
Rispettane l'aroma è un singolo del gruppo rap italiano Otierre che anticipa la pubblicazione dell'album Dalla sede, sempre nel 1997. La canzone è una delle più conosciute del gruppo. Sul lato B del singolo è contenuta la canzone Play your position, contenuta anch'essa nell'album e realizzata con l'MC belga Rival Capone.

## Tracce
CD promo (Polydor)
1. Rispettane l'aroma (Radio edit) – 3:46

LP (ZAC 158)
- Lato A

1. Rispettane l'aroma (LP version) – 4:54
2. Rispettane l'aroma (Radio edit) – 3:46
3. Rispettane l'aroma (LP instrumental) – 4:42

- Lato B

1. Play your position (LP version) – 5:17
2. Play your position (LP instrumental) – 5:18
3. Play your position (Acapella) – 4:14